# Vatica scortechinii
Espèce
Classification phylogénétique
Statut de conservation UICN

 EN  : En danger
 Vatica scortechinii est un arbre sempervirent de Malaisie péninsulaire appartenant à la famille des dipterocarpaceae

## Répartition
Endémique aux forêts de collines de la péninsule Malaise.

## Préservation
Espèce menacée par la déforestation et l'exploitation forestière.